# Фернандо де Сілва Альба
Фернандо де Сілва-і-Альварес де Толедо, 12-й герцог Альба (27 жовтня 1714 — 15 листопада 1776) — іспанський державний і політичний діяч, військовик і дипломат, державний секретар упродовж 36 днів навесні 1754 року.

## Кар'єра
У 1746—1749 роках обіймав посаду посла Іспанії у Франції. 8 листопада 1753 року отримав пост головного майордома (стюарда) іспанського короля Фернандо VI. Після смерті останнього та вступу на престол його молодшого брата Карла III вийшов у відставку з тієї посади за власним бажанням.
9 квітня 1754 року разом з призначенням на пост державного секретаря Альба отримав посаду директора Іспанської королівської академії, яку він обіймав до самої своєї смерті 1776 року.